# Roggentin (Mirow)
Roggentin ist ein Ortsteil der Stadt Mirow im Landkreis Mecklenburgische Seenplatte im Süden Mecklenburg-Vorpommerns.

## Geografie
Das Ortsgebiet Roggentins liegt am und zum Teil im Müritz-Nationalpark. Durch die benachbarten Ortsteile Babke und Blankenförde fließt die obere Havel, die hier mehrere Seen verbindet. Der Jäthensee, der Zotzensee, der Rote See und der Krumme See sind einige der zahlreichen Seen, die Roggentin umgeben.
Zur Gemeinde Roggentin gehörten die Ortsteile Babke, Blankenförde,  Leussow, der Wohnplatz Kakeldütt, Qualzow, Roggentin und Schillersdorf.

## Geschichte
Roggentin wurde im Jahr 1301 erstmals urkundlich erwähnt. Der Name leitet sich vom slawischen Lokator des Ortes ab; Ort des Rokęta oder Ruchęta. Zum 25. Mai 2014 wurde Roggentin nach Mirow eingemeindet.

## Sehenswürdigkeiten
- Kapelle Roggentin mit Glasfenstern von vor 1697
- Glockenstuhl mit Bronzeglocke neben der Kapelle

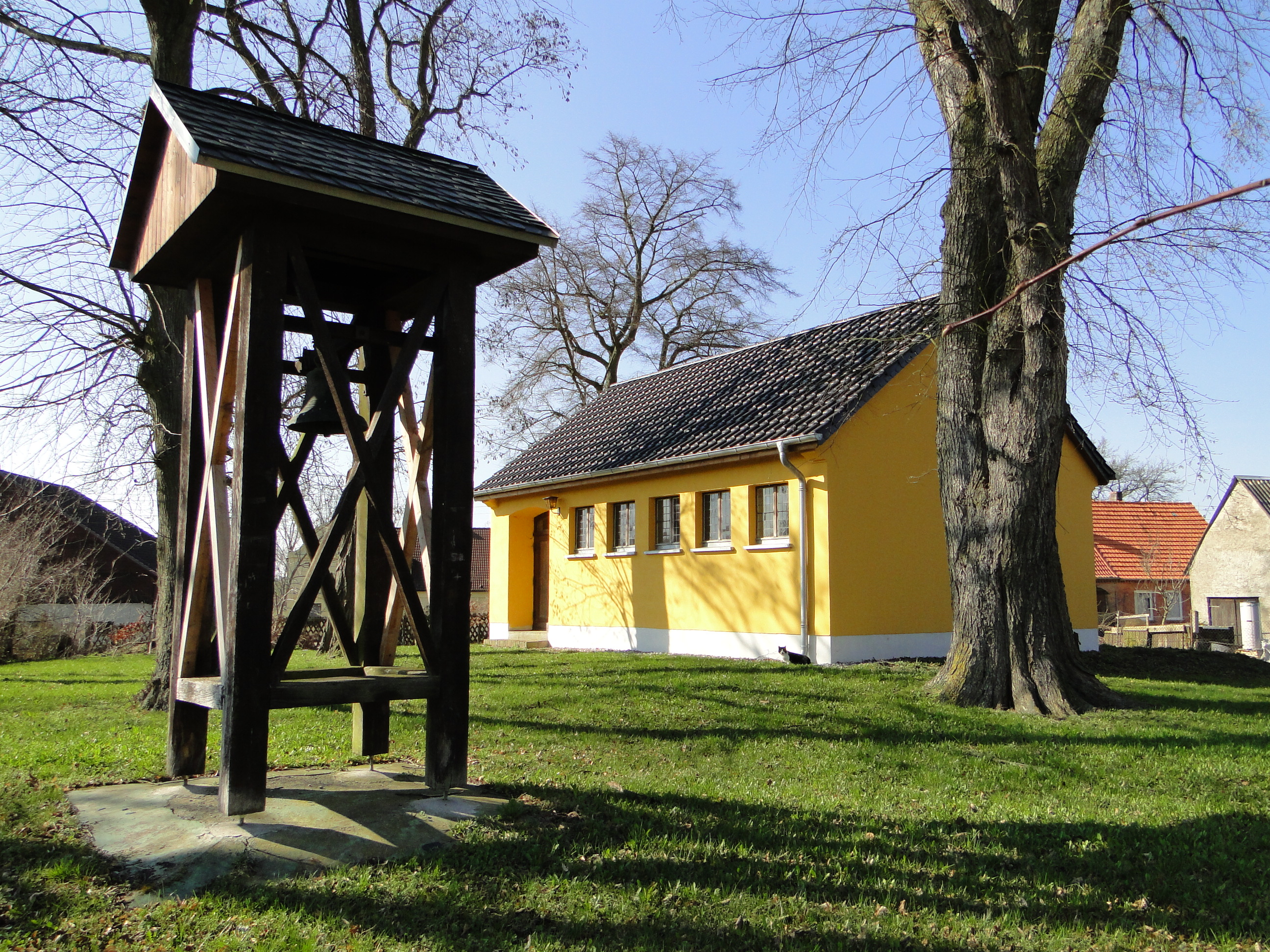
Kapelle Roggentin mit Glockenstuhl

## Verkehrsanbindung
Eine parallel zur etwas südlicher verlaufenden Bundesstraße 198 gelegene Verbindungsstraße von Mirow nach Neustrelitz führt durch das Ortsgebiet Roggentins. Der nächste Bahn-Haltepunkt liegt in Mirow (Neustrelitz–Mirow). Ein weiterer nahegelegener Bahnhof befindet sich in Leussow (Neustrelitz-Mirow).

## Tourismus
In Blankenförde-Kakeldütt am Jamelsee befindet sich der Naturcampingplatz Zum Hexenwäldchen.